# 20314 Джонгаррісон
20314 Джонгаррісон (20314 Johnharrison) — астероїд головного поясу, відкритий 28 березня 1998 року.
Тіссеранів параметр щодо Юпітера — 3,683.